# Crepidium vitiense
Crepidium vitiense är en orkidéart som först beskrevs av Robert Allen Rolfe, och fick sitt nu gällande namn av Mark Alwin Clements och David Lloyd Jones. Crepidium vitiense ingår i släktet Crepidium, och familjen orkidéer.
Artens utbredningsområde är Fiji. Inga underarter finns listade i Catalogue of Life.